# Thirty Days (film 1922)
Thirty Days è un film del 1922 diretto da James Cruze. Distribuito dalla Paramount Pictures e dalla Famous Players-Lasky Corporation, che lo aveva anche prodotto, fu l'ultima interpretazione di Wallace Reid, divo del cinema che sarebbe morto il 18 gennaio 1923 a soli 31 anni, appena pochi giorno dopo l'uscita della pellicola nelle sale.
La sceneggiatura di Walter Woods si basa sull'omonimo lavoro teatrale di Augustus E. Thomas che fu ulteriormente adattato per il cinema nel 1931 con The Girl Habit, film diretto da Edward F. Cline e interpretato da Charles Ruggles.

## Trama
Equivocando sulla relazione innocentemente amichevole tra sua moglie e John Floyd, il geloso Giacomo Polenta terrorizza il suo supposto rivale che, per sfuggirgli, seguendo il consiglio di un amico, si fa condannare a trenta giorni che potrà scontare in carcere, al riparo del minaccioso Giacomo. Purtroppo anche Giacomo viene mandato in galera ed entrambi vengono scarcerati lo stesso giorno. John, riuscendo a evitare il suo persecutore, si riconcilia con Lucille, la fidanzata che lo ritiene un casanova, e la soluzione ai suoi timori sarà quella di fare imbarcare da una banda di malviventi Giacomo su una nave prima che il possessivo italiano lo riduca in polpette.

## Produzione

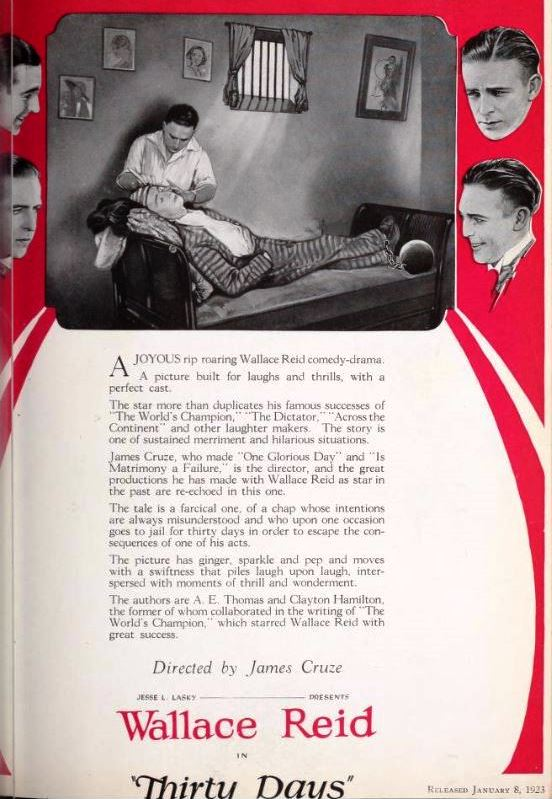
Pubblicità (Exhibitors Herald, 27 maggio 1922)

Il film fu prodotto dalla Famous Players-Lasky Corporation. Venne girato dal 24 agosto al 22 settembre 1922.

## Distribuzione
Il copyright del film, richiesto dalla Famous Players-Lasky Corp., fu registrato il 14 novembre 1922 con il numero LP18525.

Distribuito dalla Famous Players-Lasky Corporation e dalla Paramount Pictures, il film uscì nelle sale cinematografiche statunitensi l'8 gennaio 1923 dopo essere stato presentato in prima a New York il 10 dicembre 1922.
 
Nel 1924, fu distribuito in Danimarca (il 18 febbraio, come 30 Dages Forlovelse), nel Regno Unito (22 maggio), in Francia (30 maggio, come Un dégourdi). Per la distribuzione spagnola, venne adottato il titolo Treinta días.
Non si conoscono copie ancora esistenti della pellicola che viene considerata presumibilmente perduta.